# Adam Nowik
Adam Nowik (ur. 23 kwietnia 1975 w Węgorzewie) – polski siatkarz, były reprezentant kraju, grający na pozycji środkowego. Ma żonę Martę i trójkę dzieci: Gabrielę, Aleksandra i Franciszka. Jego syn Aleksander (ur. 2006), również jest siatkarzem i gra jako przyjmujący.

## Kariera w piłce siatkowej

### Kariera klubowa
Karierę siatkarską rozpoczął w Metalowcu Białystok, z którego w 1992 roku trafił do występującego wówczas w ekstraklasie Chełmca Wałbrzych. Z zespołem tym zdobył w 1993 roku Puchar Polski seniorów oraz Mistrzostwo Polski Juniorów. W 1996 roku trafił do zespołu Warka Strong Club WKS Czarni Radom W tym samym roku z radomianami zdobył Puchar Polski. W latach 2002–2004 był zawodnikiem EKS Skry Bełchatów. Następnie wyjechał do Rosji, by w sezonie 2004/2005 reprezentować barwy drużyny Fakieł Nowy Urengoj. W 2005 roku przeszedł do beniaminka Polskiej Ligi Siatkówki − Jokera Piła. Z pilskim zespołem nie utrzymał się w najwyższej klasie ligowej. Na następny sezon przeszedł do BKSCh Delecta Bydgoszcz, z którą zajął 9. miejsce w ekstraklasie i utrzymał się po barażach w lidze. W 2007 roku wrócił do Radomia i został zawodnikiem miejscowego Jadaru Sport SA Radom, powstałego w miejsce Czarnych i grającego w Polskiej Lidze Siatkówki. W latach 2008–2011 był zawodnikiem Jastrzębskiego Węgla. Pod koniec grudnia 2011 roku podpisał kontrakt z pierwszoligowym zespołem KA Wandy Instal Kraków.

### Kariera reprezentacyjna
W reprezentacji kraju rozegrał 70 spotkań w latach 1996–2004. W 1998 roku został powołany przez Ireneusza Mazura do kadry na mistrzostwa świata w Tokio. Polski zespół zajął w tym turnieju 17. miejsce. W barwach „biało-czerwonych” Nowik ostatni raz wystąpił w 2004 roku.

## Sukcesy klubowe
Puchar Polski:
- 1993, 1999, 2010

Puchar Challenge:
- 2009

PlusLiga:
- 2010
- 2009